# Johann Joachim Winckelmann
Johann Joachim Winckelmann (9. prosince 1717, Stendal – 8. června 1768, Terst) byl německý estetik, jeden ze zakladatelů dějin umění a moderní vědecké archeologie, především klasické archeologie. Jako první rozlišil starověké umění na řecké a římské. Nebyl jen archeolog a kunsthistorik, ale také jeden z teoretiků klasicistického hnutí v umění 2. polovině 18. století. 
Ve svém díle Winckelmann poprvé použil systematickou kategorizaci uměleckých děl podle stylu, která se stala základem moderní historie umění. Mnozí novodobí autoři jej také považují za zakladatele dějin umění (kunsthistorie) jakožto vědního oboru. Řecké umění pokládal za vrchol estetiky a umělecké dokonalosti. Období antiky si však velmi idealizoval; jeho názory tak způsobily, že umění starého Egypta a Mezopotámie byla zpočátku považována za nízká a barbarská.

## Život
Winckelmann pocházel z prostých poměrů. Narodil se v rodině ševce ve městě Stendalu ve Staré Marce (dnes na území spolkového státu Saska-Anhaltska). Jeho učitel na městské škole mu jako mimořádně nadanému studentovi dopomohl k přijetí na známé Köllnské gymnázium v Berlíně. Studoval na tehdejší univerzitě v Halle a na univerzitě v Jeně. Už během studií se stal velkým obdivovatelem antické literatury a umění. Roku 1743 se stal učitelem, což ho však nenaplňovalo, proto změnil místo a roku 1748 se stal knihovníkem hraběte Bühna na jeho zámku Nöthnitz u Drážďan. Zde měl k dispozici více než 40 000 svazků, které mu umožňovaly čerpat další znalosti. Navázal kontakty s místními umělci a pracovníky drážďanských uměleckých sbírek, se kterými sdílel obdiv k antickému umění. Postupně se z něj stával opravdový znalec umění. V Drážďanech vydal v roce 1755 své první dílo s názvem Myšlenky o napodobování řeckých děl v malířství a sochařství. Přineslo mu popularitu a dvouleté stipendium k pobytu v Římě. 
V Římě konvertoval ke katolictví, což mu pomohlo v jeho další kariéře. S pomocí svého nového přítele, malíře Antona Raphaela Mengse, se Winckelmann věnoval studiu římských starožitností a postupně si osvojil hluboké znalosti starověkého umění. Ve Florencii zpracovával katalog sbírek bohatého sběratele a získal si autoritu jako znalec umění. Stal se členem římské Akademie San Luca, londýnské Society of Antiquity a Etruské akademie. Od roku 1758 působil jako bibliotekář a kustod sbírek kardinála Albaniho v Římě, odkud podnikal archeologické výpravy do různých částí Itálie.

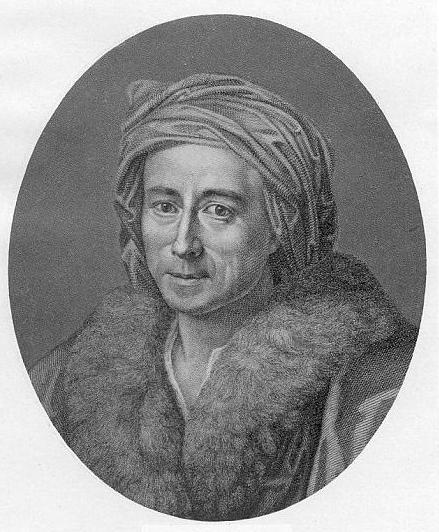
Johann Joachim Winckelmann

Světovou proslulost získal svými výzkumy v Pompejích a Herculaneu, římských městech v Kampánii, zničených roku 79 výbuchem Vesuvu. Popel a láva tato města zakonzervovaly a zachovaly je jako nesmírně cenný doklad antické civilizace. Vykopávky Pompejí sice začaly být prováděny již roku 1718, ovšem bez vědeckých ambicí. Artefakty z obou měst, např. sochy a mozaiky, byly zpočátku hodnoceny jako romantické kuriozity a zdobily zahrady neapolských šlechticů. Exaktní přístup k těmto unikátním nálezům prosadil právě Winckelmann, který v roce 1762 vydal první Dopis o herkulánských objevech a o dva roky později druhý Dopis. V té době vychází i Winckelmannovo hlavní dílo: Dějiny umění starověku, které představuje nejvýznamnější syntézu a pojednání o vývoji antické kultury v 18. století. Roku 1763 byl jmenován generálním inspektorem starožitností v Římě a okolí.
Nedlouho před svou smrtí, v roce 1767 v práci Monumenti antichi inediti položil Winckelmann základy nové vědní disciplíny – archeologie. Své spisy psal v němčině i v latině.
Winckelmann byl homosexuál. Zemřel násilnou smrtí, roku 1768 byl totiž ubodán loupežným vrahem v hotelu v Terstu, když se vracel do Říma z Vídně, kde prezentoval své výzkumy císařovně Marii Terezii. Jeho zavraždění vyvolalo mezi tehdejšími intelektuály, jako byl např. mladý Goethe, velké zděšení. Pochován byl na hřbitově u terstské katedrály.

## Dílo
1. Gedanken über die Nachahmung der griechischen Werke in der Malerei und Bildhauerkunst ("Myšlenky o imitování řeckých děl v malířství a sochařství") 1.  vydání vyšlo jen v nákladu 50 výtisků (1755)
2. Description des pierres gravées du feu Baron de Stosch (1760)
3. Anmerkungen über die Baukunst der Alten ("Pozorování starověké architektury"), včetně části zaměřené na chrámy v Paestu (1762)
4. Sendschreiben von den Herculanischen Entdeckungen (Dopis o objevech v Herculaneu) (1762)
5. Nachrichten von den neuesten Herculanischen Entdeckungen (Zpráva o nejnovějších objevech v Herculaneu) (1764)
6. Geschichte der Kunst des Alterthums („Historie starověkého umění“) (1764) – nejdůležitější dílo, které položilo základy klasické archeologie.
7. Versuch einer Allegorie – úvahové dílo (1766)
8. Monumenti antichi inediti (1767–1768), s úvodem Trattato preliminare, který představuje základní nástin historie umění. Obrázky v tomto díle se týkají předmětů, které byly buď špatně interpretovány nebo vůbec.
9. Briefe an Bianconi – publikováno 11 let po jeho smrti v Antologia romana.